# Else Unger
Else Friederike Auguste Jeanette Unger, verheiratete Holzinger (* 25. Februar 1873 in Wien; † 21. März 1936 in Zirl) war eine österreichische Kunsthandwerkerin. Sie war Gründungsmitglied der Vereinigung Wiener Kunst im Hause.

## Leben
Else Unger war das älteste von fünf Kindern des Malers und Radierers William Unger (1837–1932). Die jüngere Schwester Hella Unger (1875–1934) wurde Bildhauerin und Medailleurin. Die Schwester Erna wurde 1877 geboren, später kamen noch die Brüder Rudolf und William dazu.
Else Unger war verheiratet mit dem Architekten und Gewerbeschul-Professor Emil Holzinger (1877–1938). Ihre Tante war die Malerin Johanna Unger (1836–1871).
Zwischen 1895 (nach anderen Quellen 1898) und 1901 studierte Unger an der Wiener Kunstgewerbeschule bei Josef Hoffmann und war danach selbstständige Künstlerin in Wien. Diese berufliche Tätigkeit endet mit Beginn des Ersten Weltkrieges. William Unger zog in seinen letzten Lebensjahren zu Else Holzinger-Unger nach Innsbruck.
Sie erkrankte an Tuberkulose und starb am 21. März 1936 in der Heilanstalt Hochzirl an einem Blutsturz. Ihr Leichnam wurde nach Gmunden überführt und dort am 25. März 1936 beerdigt.

## Werk
Die Künstlerin entwarf Möbel, Textilien (für die Fa. Johann Backhausen & Söhne) und kunstgewerbliche Objekte. Für die Fa. E. Bakalowits Söhne fertigte sie Glasentwürfe. Die Musterkataloge dazu befinden sich im MAK Wien. Unger präsentierte ihre Entwürfe auch zusammen mit ihrer Schwester Hella.
Else Unger gehörte gemeinsam mit Emil Holzinger zu den Gründungsmitgliedern der Vereinigung Wiener Kunst im Hause. Die Gruppe setzte sich aus ehemaligen Studentinnen und Studenten von Josef Hoffmann und Koloman Moser zusammen und entwarf moderne Inneneinrichtungen und Gebrauchsgegenstände aus ganz unterschiedlichen Materialien wie Metall und Holz, Glas und Ton, Leder, Papier und Leinen. Für die erste Ausstellung Ende 1901 im Hanuschsaal des Wiener Kunstgewerbevereins steuerte Unger Textilentwürfe und Toilettegegenstände bei. Die Beleuchtungskörper für das Herrenzimmer gestaltete sie gemeinsam mit Franz Messner. Für die Industrie- und Gewerbeausstellung vom 1. Mai bis zum 20. Oktober 1902 in Düsseldorf gestaltete Unger eine funktional gestaltete, versilberte Toilettegarnitur. Auch in der 15. Secessionsausstellung Ende 1902 war die Künstlerin als Teil der Gruppe vertreten. Eine Vitrine zeigte ihre Stoffmuster, getriebene Messingplatten, Schmuck, Vorsatzpapiere und einen Bucheinband. Sie wurde weiter als Entwerferin eines Lusters aufgeführt. Die Ziele und das Auftreten der Gruppe erschienen ihren Zeitgenossen bemerkenswert:

„In dieser amüsanten Gegend der Ausstellung hat auch die jugendliche Gruppe; „Wiener Kunst im Hause“ ihr Heim aufgeschlagen. Gut, neu und billig ist hier die Devise; man soll nicht reich sein müssen, um modern ausgestattet zu leben. Es wird durchaus in der Richtung Hofmann-Moser gearbeitet, und mit dem Talent, das man bereits kennt. Die Damen Baronesse Gisela Falke, Else Unger, Jutta Sika, Marietta Beyfuss haben an Anstelligkeit und Erfindungslust für die verschiedensten Stoffe, vom Ton und Glas bis zum Linnen und Papier, nicht eingebüsst. Die Herren Schmidt, Messner, Powolny und Andere kommen ihnen gar nicht mehr nach.“

Auf Internationalen Wissenschaftlichen und Gewerblichen Ausstellung ‘Die Kinderwelt‘ in St. Petersburg sollten u. a. Kunstwerke der kindlichen Lebenswelt ausgestellt werden. Das österreichische Ausstellungskonzept unterschied dabei zwischen Kunstwerken, die Kinder als Gegenstand der Kunst aufgriffen und Kunst, die zu einer ästhetischen Erziehung des Kindes führen sollte. Else Unger übernahm die Aufgabe, für den zweiten Ansatz den Ausstellungsbereich Kunst- und Kunstgewerbe zu konzipieren. Sie gewann für ihre Präsentation Künstlerinnen wie Adele von Stark (Emailgegenstände), Ella Baumfeld (Keramik), Else Lott (Kunststickerei), Hilde Lott (Radierung im Kupferrahmen), Rosa Neuwirth, Marie Münster, Therese Trethan, Mizi Uchatius und Hilde Exner (Holzschnitte und keramische Arbeiten) sowie die Künstler Josef Hoffmann (kunstgewerbliche Silbersachen), Karl Sumetsberger (Sitzgelegenheiten für ein Mädchenzimmer), Emil Holzinger (Ledersachen, Zierkästchen) und Koloman Moser (Ziergefäße aus Glas). Else Unger selbst präsentierte ein Nippkästchen und verschiedene Gebrauchsgegenstände in Silber. Die Präsentation fand Anklang beim Publikum und es konnten viele Arbeiten verkauft werden.
Auf der Frühjahrsausstellung des Mährischen Gewerbemuseums in Brünn 1904 zeigte Else Unger Deckenlampen. In der Berichterstattung wurde wieder betont, dass die Entwürfe der mit Glasketten behängten Leuchten sofort Besteller fanden. Von Unger wurden weiter runde, getriebene Silberplatten gezeigt.
Über die genannten Ausstattungen hinaus entwarf Else Unger Möbel. Ludwig Hevesi bezeichnete ihren Sekretär aus bunt gebeiztem Lindenholz als ein Hauptstück des österreichischen Kunstgewerbes auf der Pariser Weltausstellung im Jahr 1900:

„Er ist in blaugrau gebeiztem Lindenholz, innen roth polirt und schmückt sich unter Verzicht auf alle hausmässigen „Bautheile“, mit flächenhaft hingeschnitzten Hortensienblüten (Emilio Zago), zwischen denen an der Vorderseite ein origineller, decolleteartiger Ausschnitt bleibt. ... In Paris wird man von ihr noch eine schöne Arbeit sehen, die ornamentale Umfassung des Geyling’schen Glasbildes (mit Feigenblättern, Maulbeerlaub, Pfauenfedern etc.) im Seidenhof.“

Ihr Paravent mit Rahmen in gebeiztem Ahornholz und Füllungen aus Holz und Glas sowie Darstellungen von Frauenfiguren, erstmals ausgestellt auf der Jahresausstellung der Wiener Kunstgewerbeschule, wurde mehrfach publiziert und gehört heute zum Bestand des MAK.

## Trivia
Bei einem Preisausschreiben der Zeitschrift Deutsche Kunst und Dekoration für die Einband-Decke der Zeitschrift für Innen-Dekoration im Jahr 1902 stellte sich heraus, dass ein für den dritten Preis vorgesehener Teilnehmer die Künstlerin Unger kopiert hatte. Josef Hoffmann saß im Preisgericht und konnte das Plagiat entlarven.

## Ausstellungen
- 1900 Weltausstellung Paris[15]
- 1901 Ausstellung der Kunstgewerbeschulen Wien und Prag[16]
- 1901 Internationale Kunstausstellung Dresden
- 1901/02 Ausstellung Kunstgewerbeverein Wiener Kunst im Hause, Palais Herberstein, Wien
- 1902 Wiener Kunst im Hause 15. Secessionsausstellung, Wien[17]
- 1902 Deutsch-Nationale Kunst-Ausstellung, Düsseldorf[18]
- 1903 Ausstellung von Bucheinbänden und Vorsatzpapieren im K. K. Österreichischen Museum[19]
- 1903 Wien, 17. Secessionsausstellung[20]
- 1903 Kunstgewerbliche Ausstellungen in Aussig und Klagenfurt[21]
- 1903/04 Internationale Wissenschaftliche und Gewerbliche Ausstellung ‘Die Kinderwelt‘ in St. Petersburg[9]
- 1904 Der gedeckte Tisch im Mährischen Gewerbe-Museum, in Brünn[6][7]
- 1905 Frauen-Kunstausstellung im Mährischen Gewerbe-Museum, Brünn[22][23]
- 1908 Kunstschau Wien[24]
- 1964 Wien um 1900, aufgeteilt auf mehrere Ausstellungshäuser, Wien
- 2021 Die Frauen der Wiener Werkstätte, 2021, MAK Wien

## Auszeichnungen
- Goldmedaille in der Gruppe Kunst, Internationale Wissenschaftliche und Gewerbliche Ausstellung Die Kinderwelt in St. Petersburg[9]

## Arbeiten (Auswahl)
- 1900 Dekorstoff[25]
- 1900 Papiermesser[26]
- 1900 Papiermesser[27]
- 1900/01 Manschettenknöpfe[28]
- 1900/01 Vase[29]
- 1900/01 Vase[30]
- 1900/01 Brosche[31]
- 1900/01 Spiegel[32]
- vor 1901 Zwei Gürtelschnallen mit vegetabilem Motiv[33]
- 1901 Gürtelschnalle[34]
- 1901 Buchdeckel-Ornament[35]
- 1901 Schrank[36]
- 1901 Bücherregal[37]
- 1901 Möbelstoff[38]
- 1902 Ecke einer Bettdecke mit Applikation[39]
- 1902 Seidenstoff[40]
- 1902 Knöpfe[41]
- 1903 Atlasstoff[42]
- 1903 Lüster für Gaslicht[21]
- 1903/04 Vitrine[9]
- 1904 Paravent[43]
- 1905 Vase in grünem Überfang[44]
- um 1910 Schließe[45]
- 1910 Schließe[46]
- undatiert, Dekorstoff[47]
- undatiert, Dekorstoff[48]
- undatiert, Dekorstoff[49]
- undatiert, Dekorstoff[50]